# Chess Assistant
Chess Assistant is een commerciële schaakdatabase geproduceerd door het bedrijf Convekta, Ltd. 
Het bedrijf is gestart in Rusland, maar heeft ook kantoren in Engeland en de Verenigde Staten. De software is een tool om schaakinformatie mee te organiseren (databases van miljoenen schaakpartijen), openingen te trainen, partij te analyseren, te spelen tegen een computer en elektronische teksten te bekijken. Dit pakket is de grootste concurrent van ChessBase. 